# St Leger Stakes
St Leger Stakes är ett engelskt galopplöp för treåriga fullblod som rids årligen på Doncaster Racecourse i Doncaster i England i september. Det är ett Grupp 1-löp, det vill säga ett löp av högsta internationella klass. Första upplagan av St Leger Stakes reds 1776, och rids över distansen 1 mile 6 furlongs 115 yards, ca 2921 meter. Den samlade prissumman i löpet är ca 700 000 pund.

## Triple Crown
St Leger Stakes är det sista av de tre löp som ingår i den engelska galoppsportens Triple Crown. De övriga loppen som ingår i Triple Crown är Epsom Derby, som rids på Epsom Downs Racecourse i Epsom i Surrey, och 2000 Guineas Stakes som rids på Newmarket Racecourse i Suffolk i England. Att en häst vinner samtliga dessa tre lopp under sin treåringssäsong innebär att hästen tar en Triple Crown. Totalt har 15 hästar lyckats ta en Triple Crown.

## Segrare
| År   | Häst                | Jockey              | Tränare                | Tid     |
| ---- | ------------------- | ------------------- | ---------------------- | ------- |
| 2022 | Eldar Eldarov       | David Egan          | Roger Varian           | 3:08.39 |
| 2021 | Hurricane Lane      | William Buick       | Charlie Appleby        | 3:04.28 |
| 2020 | Galileo Chrome      | Tom Marquand        | Joseph O'Brien         | 3:01.94 |
| 2019 | Logician            | Frankie Dettori     | John Gosden            | 3:00.27 |
| 2018 | Kew Gardens         | Ryan Moore          | Aidan O'Brien          | 3:03.34 |
| 2017 | Capri               | Ryan Moore          | Aidan O'Brien          | 3:04.04 |
| 2016 | Harbour Law         | George Baker        | Laura Mongan           | 3:05.48 |
| 2015 | Simple Verse        | Andrea Atzeni       | Ralph Beckett          | 3:07.12 |
| 2014 | Kingston Hill       | Andrea Atzeni       | Roger Varian           | 3:05.42 |
| 2013 | Leading Light       | Joseph O'Brien      | Aidan O'Brien          | 3:09.20 |
| 2012 | Encke               | Mickael Barzalona   | Mahmood al Zarooni     | 3:03.81 |
| 2011 | Masked Marvel       | William Buick       | John Gosden            | 3:00.44 |
| 2010 | Arctic Cosmos       | William Buick       | John Gosden            | 3:03.12 |
| 2009 | Mastery             | Ted Durcan          | Saeed bin Suroor       | 3:04.81 |
| 2008 | Conduit             | Frankie Dettori     | Sir Michael Stoute     | 3:07.92 |
| 2007 | Lucarno             | Jimmy Fortune       | John Gosden            | 3:01.90 |
| 2006 | Sixties Icon        | Frankie Dettori     | Jeremy Noseda          | 2:57.29 |
| 2005 | Scorpion            | Frankie Dettori     | Aidan O'Brien          | 3:19.01 |
| 2004 | Rule of Law         | Kerrin McEvoy       | Saeed bin Suroor       | 3:06.29 |
| 2003 | Brian Boru          | Jamie Spencer       | Aidan O'Brien          | 3:04.64 |
| 2002 | Bollin Eric         | Kevin Darley        | Tim Easterby           | 3:02.92 |
| 2001 | Milan               | Michael Kinane      | Aidan O'Brien          | 3:05.16 |
| 2000 | Millenary           | Richard Quinn       | John Dunlop            | 3:02.58 |
| 1999 | Mutafaweq           | Richard Hills       | Saeed bin Suroor       | 3:02.75 |
| 1998 | Nedawi              | John Reid           | Saeed bin Suroor       | 3:05.61 |
| 1997 | Silver Patriarch    | Pat Eddery          | John Dunlop            | 3:06.92 |
| 1996 | Shantou             | Frankie Dettori     | John Gosden            | 3:05.10 |
| 1995 | Classic Cliche      | Frankie Dettori     | Saeed bin Suroor       | 3:09.74 |
| 1994 | Moonax              | Pat Eddery          | Barry Hills            | 3:04.19 |
| 1993 | Bob's Return        | Philip Robinson     | Mark Tompkins          | 3:07.85 |
| 1992 | User Friendly       | George Duffield     | Clive Brittain         | 3:05.48 |
| 1991 | Toulon              | Pat Eddery          | André Fabre            | 3:03.12 |
| 1990 | Snurge              | Richard Quinn       | Paul Cole              | 3:08.78 |
| 1989 | Michelozzo          | Steve Cauthen       | Henry Cecil            | 3:20.72 |
| 1988 | Minster Son         | Willie Carson       | Neil Graham            | 3:06.80 |
| 1987 | Reference Point     | Steve Cauthen       | Henry Cecil            | 3:05.91 |
| 1986 | Moon Madness        | Pat Eddery          | John Dunlop            | 3:05.03 |
| 1985 | Oh So Sharp         | Steve Cauthen       | Henry Cecil            | 3:07.13 |
| 1984 | Commanche Run       | Lester Piggott      | Luca Cumani            | 3:09.93 |
| 1983 | Sun Princess        | Willie Carson       | Dick Hern              | 3:16.65 |
| 1982 | Touching Wood       | Paul Cook           | Harry Thomson Jones    | 3:03.53 |
| 1981 | Cut Above           | Joe Mercer          | Dick Hern              | 3:11.60 |
| 1980 | Light Cavalry       | Joe Mercer          | Henry Cecil            | 3:11.48 |
| 1979 | Son of Love         | Alain Lequeux       | Robert Collet          | 3:09.02 |
| 1978 | Julio Mariner       | Edward Hide         | Clive Brittain         | 3:04.94 |
| 1977 | Dunfermline         | Willie Carson       | Dick Hern              | 3:05.17 |
| 1976 | Crow                | Yves Saint-Martin   | Angel Penna            | 3:13.17 |
| 1975 | Bruni               | Tony Murray         | Ryan Price             | 3:05.31 |
| 1974 | Bustino             | Joe Mercer          | Dick Hern              | 3:09.02 |
| 1973 | Peleid              | Frankie Durr        | Bill Elsey             | 3:08.21 |
| 1972 | Boucher             | Lester Piggott      | Vincent O'Brien        | 3:28.71 |
| 1971 | Athens Wood         | Lester Piggott      | Harry Thomson Jones    | 3:14.90 |
| 1970 | Nijinsky            | Lester Piggott      | Vincent O'Brien        | 3:06.40 |
| 1969 | Intermezzo          | Ron Hutchinson      | Harry Wragg            | 3:11.80 |
| 1968 | Ribero              | Lester Piggott      | Fulke Johnson Houghton | 3:19.80 |
| 1967 | Ribocco             | Lester Piggott      | Fulke Johnson Houghton | 3:05.40 |
| 1966 | Sodium              | Frankie Durr        | George Todd            | 3:09.80 |
| 1965 | Provoke             | Joe Mercer          | Dick Hern              | 3:18.60 |
| 1964 | Indiana             | Jimmy Lindley       | Jack Watts             | 3:05.00 |
| 1963 | Ragusa              | Garnie Bougoure     | Paddy Prendergast      | 3:05.40 |
| 1962 | Hethersett          | Harry Carr          | Dick Hern              | 3:10.80 |
| 1961 | Aurelius            | Lester Piggott      | Noel Murless           | 3:06.60 |
| 1960 | St. Paddy           | Lester Piggott      | Noel Murless           | 3:13.20 |
| 1959 | Cantelo             | Edward Hide         | Charles Elsey          | 3:04.60 |
| 1958 | Alcide              | Harry Carr          | Cecil Boyd-Rochfort    | 3:06.40 |
| 1957 | Ballymoss           | T. P. Burns         | Vincent O'Brien        | 3:15.60 |
| 1956 | Cambremer           | Freddie Palmer      | Georges Bridgland      | 3:12.20 |
| 1955 | Meld                | Harry Carr          | Cecil Boyd-Rochfort    | 3:14.60 |
| 1954 | Never Say Die       | Charlie Smirke      | Joseph Lawson          | 3:10.60 |
| 1953 | Premonition         | Eph Smith           | Cecil Boyd-Rochfort    | 3:06.80 |
| 1952 | Tulyar              | Charlie Smirke      | Marcus Marsh           | 3:07.80 |
| 1951 | Talma               | Rae Johnstone       | Charles Semblat        | 3:13.80 |
| 1950 | Scratch             | Rae Johnstone       | Charles Semblat        | 3:08.80 |
| 1949 | Ridge Wood          | Michael Beary       | Noel Murless           | 3:08.20 |
| 1948 | Black Tarquin       | Edgar Britt         | Cecil Boyd-Rochfort    | 3:08.80 |
| 1947 | Sayajirao           | Edgar Britt         | Sam Armstrong          | 3:07.80 |
| 1946 | Airborne            | Tommy Lowrey        | Dick Perryman          | 3:10.20 |
| 1945 | Chamossaire         | Tommy Lowrey        | Dick Perryman          | 2:55.80 |
| 1944 | Tehran              | Gordon Richards     | Frank Butters          | 3:06.60 |
| 1943 | Herringbone         | Harry Wragg         | Walter Earl            | 3:05.00 |
| 1942 | Sun Chariot         | Gordon Richards     | Fred Darling           | 3:08.40 |
| 1941 | Sun Castle          | Georges Bridgland   | Cecil Boyd-Rochfort    | 3:04.00 |
| 1940 | Turkhan             | Gordon Richards     | Frank Butters          | 3:32.40 |
| 1939 | inget löp           |                     |                        |         |
| 1938 | Scottish Union      | Brownie Carslake    | Noel Cannon            | 3:11.40 |
| 1937 | Chulmleigh          | Gordon Richards     | Thomas Hogg            | 3:07.40 |
| 1936 | Boswell             | Pat Beasley         | Cecil Boyd-Rochfort    | 3:08.60 |
| 1935 | Bahram              | Charlie Smirke      | Frank Butters          | 3:01.80 |
| 1934 | Windsor Lad         | Charlie Smirke      | Marcus Marsh           | 3:01.60 |
| 1933 | Hyperion            | Tommy Weston        | George Lambton         | 3:06.80 |
| 1932 | Firdaussi           | Freddie Fox         | Frank Butters          | 3:04.40 |
| 1931 | Sandwich            | Harry Wragg         | Jack Jarvis            | 3:11.20 |
| 1930 | Singapore           | Gordon Richards     | Thomas Hogg            | 3:09.20 |
| 1929 | Trigo               | Michael Beary       | Dick Dawson            | 3:03.40 |
| 1928 | Fairway             | Tommy Weston        | Frank Butters          | 3:03.00 |
| 1927 | Book Law            | Henri Jelliss       | Alec Taylor, Jr.       | 3:14.40 |
| 1926 | Coronach            | Joe Childs          | Fred Darling           | 3:01.60 |
| 1925 | Solario             | Joe Childs          | Reginald Day           | 3:04.40 |
| 1924 | Salmon-Trout        | Brownie Carslake    | Dick Dawson            | 3:13.20 |
| 1923 | Tranquil            | Tommy Weston        | Charles Morton         | 3:05.00 |
| 1922 | Royal Lancer        | Bobby Jones         | Alf Sadler, Jr.        | 3:14.20 |
| 1921 | Polemarch           | Joe Childs          | Tom Green              | 3:06.80 |
| 1920 | Caligula            | Arthur Smith        | Harvey Leader          | 3:07.40 |
| 1919 | Keysoe              | Brownie Carslake    | George Lambton         | 3:06.80 |
| 1918 | Gainsborough        | Joe Childs          | Alec Taylor, Jr.       | 3:04.00 |
| 1917 | Gay Crusader        | Steve Donoghue      | Alec Taylor, Jr.       | 2:59.60 |
| 1916 | Hurry On            | Charlie Childs      | Fred Darling           | 2:59.60 |
| 1915 | Pommern             | Steve Donoghue      | Charles Peck           | 2:55.60 |
| 1914 | Black Jester        | Walter Griggs       | Charles Morton         | 3:02.60 |
| 1913 | Night Hawk          | Elijah Wheatley     | Jack Robinson          | 3:03.60 |
| 1912 | Tracery             | George Bellhouse    | John Watson            | 3:11.80 |
| 1911 | Prince Palatine     | Frank O'Neill       | Henry Beardsley        | 3:06.00 |
| 1910 | Swynford            | Frank Wootton       | George Lambton         | 3:04.00 |
| 1909 | Bayardo             | Danny Maher         | Alec Taylor, Jr.       | 3:08.60 |
| 1908 | Your Majesty        | Walter Griggs       | Charles Morton         | 3:06.00 |
| 1907 | Wool Winder         | Bill Halsey         | Harry Enoch            | 3:05.60 |
| 1906 | Troutbeck           | Georges Stern       | Willie Waugh           | 3:04.20 |
| 1905 | Challacombe         | Otto Madden         | Alec Taylor, Jr.       | 3:05.40 |
| 1904 | Pretty Polly        | Willie Lane         | Peter Gilpin           | 3:05.80 |
| 1903 | Rock Sand           | Danny Maher         | George Blackwell       | 3:09.40 |
| 1902 | Sceptre             | Frank Hardy         | Bob Sievier            | 3:12.40 |
| 1901 | Doricles            | Kempton Cannon      | Alfred Hayhoe          | 3:08.40 |
| 1900 | Diamond Jubilee     | Herbert Jones       | Richard Marsh          | 3:09.20 |
| 1899 | Flying Fox          | Morny Cannon        | John Porter            | 3:15.60 |
| 1898 | Wildfowler          | Charles Wood        | Sam Darling            | 3:13.00 |
| 1897 | Galtee More         | Charles Wood        | Sam Darling            | 3:31.20 |
| 1896 | Persimmon           | John Watts          | Richard Marsh          | 3:20.00 |
| 1895 | Sir Visto           | Sam Loates          | Mathew Dawson          | 3:18.40 |
| 1894 | Throstle            | Morny Cannon        | John Porter            | 3:12.20 |
| 1893 | Isinglass           | Tommy Loates        | James Jewitt           | 3:13.40 |
| 1892 | La Fleche           | John Watts          | John Porter            | 3:14.60 |
| 1891 | Common              | George Barrett      | John Porter            | 3:14.40 |
| 1890 | Memoir              | John Watts          | George Dawson          | 3:13.60 |
| 1889 | Donovan             | Fred Barrett        | George Dawson          | 3:13.00 |
| 1888 | Seabreeze           | Jack Robinson       | James Jewitt           | 3:11.8  |
| 1887 | Kilwarlin           | Jack Robinson       | James Jewitt           | 3:26.00 |
| 1886 | Ormonde             | Fred Archer         | John Porter            | 3:21.4  |
| 1885 | Melton              | Fred Archer         | Mathew Dawson          | 3:15.60 |
| 1884 | The Lambkin         | John Watts          | Mathew Dawson          | 3:14.00 |
| 1883 | Ossian              | John Watts          | Richard Marsh          | 3:19.00 |
| 1882 | Dutch Oven          | Fred Archer         | Mathew Dawson          | 3:16.00 |
| 1881 | Iroquois            | Fred Archer         | Jacob Pincus           | 3:20.60 |
| 1880 | Robert the Devil    | Tom Cannon, Sr.     | Charles Blanton        | 3:32.00 |
| 1879 | Rayon d'Or          | Jem Goater          | Tom Jennings           | 3:21.00 |
| 1878 | Jannette            | Fred Archer         | Mathew Dawson          | 3:20.50 |
| 1877 | Silvio              | Fred Archer         | Mathew Dawson          | 3:27.00 |
| 1876 | Petrarch            | Jem Goater          | John Dawson            | 3:19.50 |
| 1875 | Craig Millar        | Tom Chaloner        | Alec Taylor, Sr.       | 3:20.00 |
| 1874 | Apology             | John Osborne, Jr.   | William Osborne        | 3:16.00 |
| 1873 | Marie Stuart        | Tom Osborne         | Robert Peck            | 3:22.00 |
| 1872 | Wenlock             | Charlie Maidment    | Tom Wadlow             | 3:21.50 |
| 1871 | Hannah              | Charlie Maidment    | Joseph Hayhoe          | 3:22.00 |
| 1870 | Hawthornden         | Jemmy Grimshaw      | Joseph Dawson          | 3:18.50 |
| 1869 | Pero Gomez          | John Wells          | John Porter            | 3:21.50 |
| 1868 | Formosa             | Tom Chaloner        | Henry Woolcott         | 3:19.50 |
| 1867 | Achievement         | Tom Chaloner        | James Dover            | 3:17.00 |
| 1866 | Lord Lyon           | Harry Custance      | James Dover            | 3:23.00 |
| 1865 | Gladiateur          | Harry Grimshaw      | Tom Jennings           | 3:20.00 |
| 1864 | Blair Athol         | Jim Snowden         | William I'Anson        | 3:19.50 |
| 1863 | Lord Clifden        | John Osborne, Jr.   | Edwin Parr             | 3:17.50 |
| 1862 | The Marquis         | Tom Chaloner        | John Scott             | 3:22.00 |
| 1861 | Caller Ou           | Tom Chaloner        | William I'Anson        | 3:16.20 |
| 1860 | St Albans           | Luke Snowden        | Alec Taylor, Sr.       | 3:20.00 |
| 1859 | Gamester            | Tom Aldcroft        | John Scott             | 3:25.00 |
| 1858 | Sunbeam             | Luke Snowden        | John Prince            | 3:20.00 |
| 1857 | Imperieuse          | Nat Flatman         | John Scott             | 3:25.00 |
| 1856 | Warlock             | Nat Flatman         | John Scott             | 3:25.00 |
| 1855 | Saucebox            | John Wells          | Tom Parr               | 3:22.00 |
| 1854 | Knight of St George | Robert Basham       | R. Longstaff           | 3:32.00 |
| 1853 | West Australian     | Frank Butler        | John Scott             | 3:20.00 |
| 1852 | Stockwell           | John Norman         | William Harlock        | 3:21.00 |
| 1851 | Newminster          | Sim Templeman       | John Scott             | 3:20.00 |
| 1850 | Voltigeur           | Job Marson          | Robert Hill            | 3:24.00 |
| 1849 | The Flying Dutchman | Charles Marlow      | John Fobert            | 3:20.00 |
| 1848 | Surplice            | Nat Flatman         | Robert Stephenson, Jr. | 3:19.00 |
| 1847 | Van Tromp           | Job Marson          | John Fobert            | 3:20.00 |
| 1846 | Sir Tatton Sykes    | Bill Scott          | William Oates          | 3:16.00 |
| 1845 | The Baron           | Frank Butler        | John Scott             | 3:25.00 |
| 1844 | Faugh-a-Ballagh     | Henry Bell          | John Forth             | 3:28.00 |
| 1843 | Nutwith             | Job Marson          | Bob Johnson            | 3:20.00 |
| 1842 | Blue Bonnet         | Tommy Lye           | Tom Dawson             | 3:19.00 |
| 1841 | Satirist            | Bill Scott          | John Scott             | 3:22.00 |
| 1840 | Launcelot           | Bill Scott          | John Scott             | 3:40.00 |
| 1839 | Charles the Twelfth | Bill Scott          | John Scott             | 3:25.00 |
| 1838 | Don John            | Bill Scott          | John Scott             | 3:17.00 |
| 1837 | Mango               | Sam Day, Jr.        | Montgomery Dilly       | 3:23.00 |
| 1836 | Elis                | John Barham Day     | John Doe               | 3:20.00 |
| 1835 | Queen of Trumps     | Tommy Lye           | John Blenkhorn         | 3:20.00 |
| 1834 | Touchstone          | George Calloway     | John Scott             | 3:22.00 |
| 1833 | Rockingham          | Sam Darling         | Richard Shepherd       | 3:28.00 |
| 1832 | Margrave            | Jem Robinson        | John Scott             |         |
| 1831 | Chorister           | John Barham Day     | John Smith             |         |
| 1830 | Birmingham          | Patrick Conolly     | Thomas Flintoff        |         |
| 1829 | Rowton              | Bill Scott          | John Scott             |         |
| 1828 | The Colonel         | Bill Scott          | John Scott             |         |
| 1827 | Matilda             | Jem Robinson        | John Scott             | 3:24.00 |
| 1826 | Tarrare             | George Nelson       | Sam King               | 3:25.00 |
| 1825 | Memnon              | Bill Scott          | Richard Shepherd       | 3:23.00 |
| 1824 | Jerry               | Ben Smith           | James Croft            | 3:29.00 |
| 1823 | Barefoot            | Tom Goodisson       | Richard Shepherd       | 3:23.00 |
| 1822 | Theodore            | John Jackson        | James Croft            | 3:23.0  |
| 1821 | Jack Spigot         | Bill Scott          | Isaac Blades           |         |
| 1820 | St Patrick          | Bob Johnson         | John Lonsdale          | 3:26.0  |
| 1819 | Antonio             | Tom Nicholson       | John Lonsdale          | 3:18.00 |
| 1818 | Reveller            | Bob Johnson         | John Lonsdale          | 3:15.00 |
| 1817 | Ebor                | Bob Johnson         | John Lonsdale          |         |
| 1816 | The Duchess         | Ben Smith           | James Croft            |         |
| 1815 | Filho da Puta       | John Jackson        | James Croft            |         |
| 1814 | William             | John Shepherd       | William Theakston      |         |
| 1813 | Altisidora          | John Jackson        | Tommy Sykes            |         |
| 1812 | Otterington         | Bob Johnson         | W. Hessletine          | 3:31.00 |
| 1811 | Soothsayer          | Ben Smith           | Tommy Sykes            |         |
| 1810 | Octavian            | Bill Clift          | Frank Jordan           | 3:30.00 |
| 1809 | Ashton              | Ben Smith           | William Theakston      |         |
| 1808 | Petronius           | Ben Smith           | William Theakston      |         |
| 1807 | Paulina             | Bill Clift          | Christopher Scaife     |         |
| 1806 | Fyldener            | Tom Carr            |                        |         |
| 1805 | Staveley            | John Jackson        | Bartle Atkinson        |         |
| 1804 | Sancho              | Frank Buckle        | Bartle Atkinson        |         |
| 1803 | Remembrancer        | Ben Smith           | J. Smith               |         |
| 1802 | Orville             | John Singleton, Jr. | Christopher Scaife     |         |
| 1801 | Quiz                | John Shepherd       | George Searle          |         |
| 1800 | Champion            | Frank Buckle        | Tom Perren             |         |
| 1799 | Cockfighter         | Tom Fields          | Tom Fields             |         |
| 1798 | Symmetry            | John Jackson        | Sam King               |         |
| 1797 | Lounger             | John Shepherd       | George Searle          |         |
| 1796 | Ambrosio            | John Jackson        | Frank Neale            |         |
| 1795 | Hambletonian        | Dixon Boyce         | John Hutchinson        |         |
| 1794 | Beningbrough        | John Jackson        | John Hutchinson        |         |
| 1793 | Ninety-three        | Bill Peirse         |                        |         |
| 1792 | Tartar              | John Mangle         | John Mangle            |         |
| 1791 | Young Traveller     | John Jackson        | John Hutchinson        |         |
| 1790 | Ambidexter          | George Searle       | George Searle          |         |
| 1789 | Pewett              | William Wilson      | Christopher Scaife     |         |
| 1788 | Young Flora         | John Mangle         | John Mangle            |         |
| 1787 | Spadille            | John Mangle         | John Mangle            |         |
| 1786 | Paragon             | John Mangle         | John Mangle            |         |
| 1785 | Cowslip             | George Searle       | George Searle          |         |
| 1784 | Omphale             | John Kirton         | M. Mason               |         |
| 1783 | Phoenomenon         | Anthony Hall        | Isaac Cape             |         |
| 1782 | Imperatrix          | George Searle       | George Searle          |         |
| 1781 | Serina              | Richard Foster      | J. Lowther             |         |
| 1780 | Ruler               | John Mangle         |                        |         |
| 1779 | Tommy               | George Lowry        | Joseph Rose            |         |
| 1778 | Hollandoise         | George Herring      | Joseph Rose            |         |
| 1777 | Bourbon             | John Cade           |                        |         |
| 1776 | Allabaculia         | John Singleton      | Christopher Scaife     |         |

1. I 1789 års upplaga av löpet var Zanga först i mål, men diskvalificerades för trängning. Segern gick istället till Pewett
2. 1839 års upplaga av löpet blev dött lopp, men Charles the Twelfth slog Euclid i skiljeheat
3. 1850 års upplaga av löpet blev dött lopp, men Voltigeur slog Russborough i skiljeheat
4. 1939 års upplaga ställdes in på grund av andra världskrigets utbrott
5. 1989 års upplaga reds på Ayr, över 1 mile, 6 furlongs och 127 yards
6. 2006 års upplaga reds på York, över 1 mile, 5 furlongs och 197 yards
7. 2015 utsågs Bondi Beach till segrare efter att Simple Verse som varit först i mål diskvalificerats. Beslutet överklagades, och Simple Verse stod sedan som segrare